# Carlgrenia desiderata
Carlgrenia desiderata Stephenson, 1918 è l'unica specie del genere  di esacoralli Carlgrenia, dell'ordine
Actiniaria.

## Descrizione
C. desiderata ha la colonna del corpo liscia e con la presenza di batterie di nematocisti. Come le altre Halcuriidae, non presente sfintere e presenta un solo sifonoglifo. 
I mesenteri sono in numero di sei paia, tutti perfettamente marcati e dall'apparenza filamentosa; altre quattro paia di mesenteri si allungano in divisioni laterali della cavità perigastrica.

## Distribuzione e habitat
La specie è presente nell'Oceano Atlantico nord orientale.

## Ecologia
Gli adulti sono bentonici, fissati al substrato. L'individuo si sviluppa da una larva ed una planula che sono soggetti alle correnti marine, così come tutto lo zooplancton.